# Córdoba (Veracruz)
Córdoba – miasto w Meksyku, w stanie Veracruz. Leży pomiędzy wzgórzami Matlaquiahitl i Tepixtepec, w odległości około 100 km, na połoudniowy zachód, od Zatoki Meksykańskiej oraz od stolicy stanu miasta Veracruz.  W 2005 roku miasto to zamieszkiwało 136 237 osób.